# 余心怡

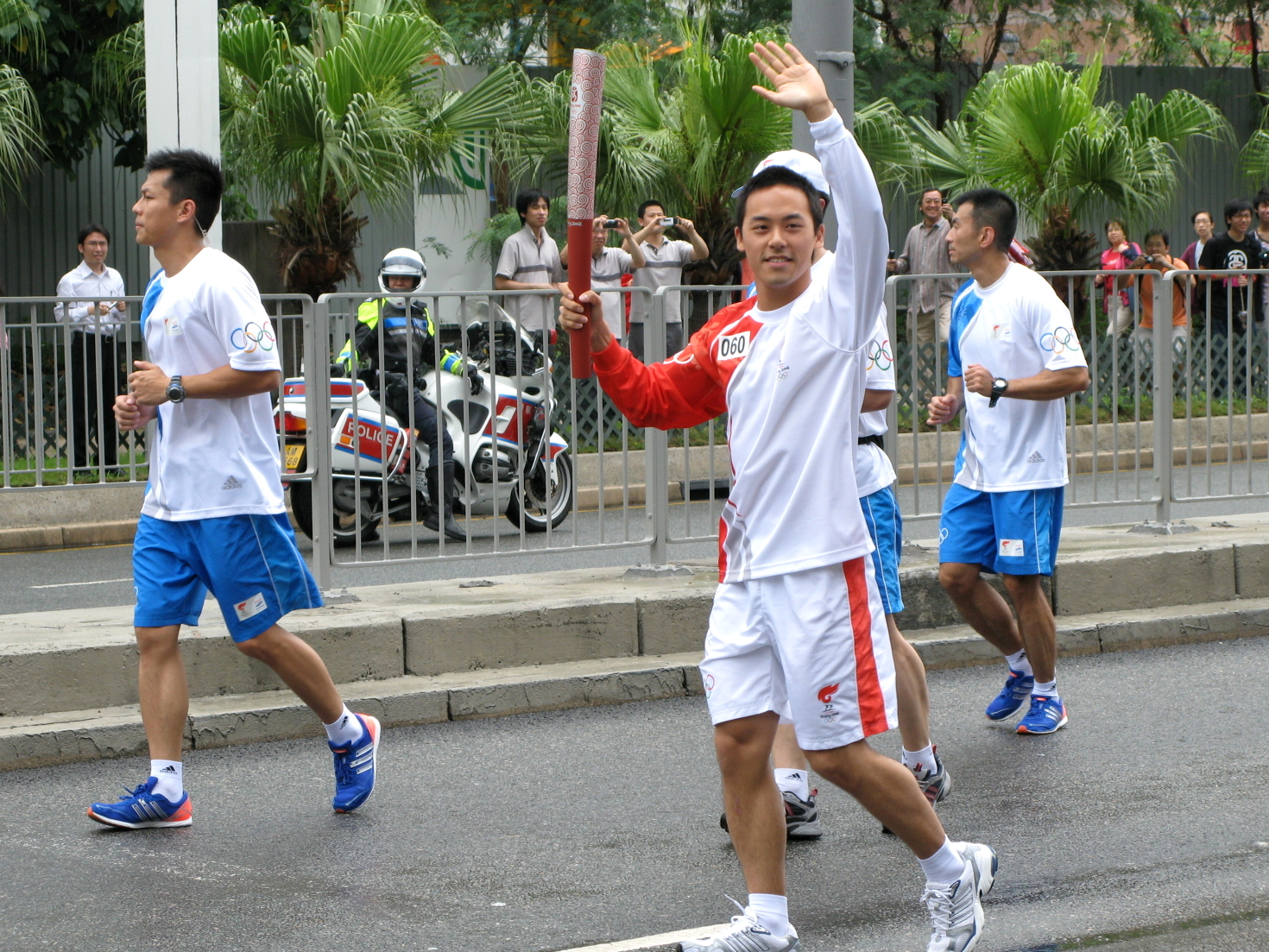
余心怡，攝於2008年夏季奧林匹克運動會香港區火炬接力活動。

余心怡（英語：Samuel Yu，1985年—），香港花式單車運動員，在過去10多年連續在香港公開賽以單人和雙人比賽奪冠。於2009年東亞運動會，余心怡為香港贏得花式單車男子雙人項目金牌及男子單人項目銀牌得主。小學畢業於華德學校上午校，中学毕业于喇沙书院，大學畢業於香港大學，於2007年投考成為見習督察，現為高級督察，曾經駐守於上水軍裝巡邏小隊及大埔警區刑事調查隊，前驻守于警察公共关系科，为《警訊》節目主持（直至2013年12月27日為止）之一，現時駐守於葵青區反三合會行動組。此外，余心怡為第8屆亞洲室內單車錦標賽金牌得主。
余心怡在香港出生長大，祖籍廣東省清遠市管轄的英徳市.

## 節目
- 2011年6月4日至2013年12月27日：《警訊》

## 外部參考
- 兩人員參與聖火傳遞 （页面存档备份，存于）
- 香港督察余心怡在第八屆室內單車錦標賽的花式單車賽事及第二屆亞洲室內運動會取得三金一銀 （页面存档备份，存于）
- 明報 - 香港運動界警員余心怡，喜當2008年京奧香港火炬手 （页面存档备份，存于）
- 香港警隊孖寶，傳聖火，感光榮[永久]
- 火炬手 - 余心怡 （页面存档备份，存于）